# Malu Mare
Malu Mare é uma comuna romena localizada no distrito de Dolj, na região de Oltênia. A comuna possui uma área de 23.49 km² e sua população era de 3065 habitantes segundo o censo de 2007.